# Niek Narings
Niek Seelemeijer, ook bekend als Niek Narings (6 juli 1970 – 22 april 2018) was een Nederlandse schaker met een FIDE-rating van 2321 in 2018.
In 1999, 2001 en 2008 was hij clubkampioen van de Amsterdamse  schaakvereniging Caïssa.
In 2003 won hij het jaarlijks door deze vereniging gehouden snelschaaktoernooi: het Prof. Van Hulsttoernooi. In 2000 en 2007 werd hij 2e, in  2004 en 2006 werd hij 3e.
In oktober 2005 speelde hij mee in het Micha Leuw Memorial, een onderdeel van het Eijgenbroodtoernooi in Amsterdam, dat werd gewonnen door Karel van der Weide en Yochanan Afek met 3.5 pt. uit 5; Narings eindigde met 2.5 punt uit 5 op de derde plaats. 

## Achternaam
Op de website van de KNSB zijn het KNSB-bondsnummer en de FIDE id die waren gekoppeld aan 'Niek Narings' inmiddels gekoppeld aan 'Niek Seelemeijer'. De achternaam 'Narings' komt van zijn moeder.